# 통전
| 십통           | 십통               | 십통 | 십통 |
| -------------- | ------------------ | ---- | ---- |
| 이름           | 저자               | 권수 |      |
| 통전           | 당 · 두우          | 200  |      |
| 통지           | 송 · 정초          | 200  |      |
| 문헌통고       | 원 · 마단림        | 348  |      |
| 속통전         | 청 · 혜황, 유용 등 | 150  |      |
| 속통지         | 청 · 혜황, 유용 등 | 640  |      |
| 속문헌통고     | 청 · 장정옥        | 250  |      |
| 청조통전       | 청 · 혜황, 유용 등 | 100  |      |
| 청조통지       | 청 · 혜황, 유용 등 | 126  |      |
| 청조문헌통고   | 청 · 장정옥        | 300  |      |
| 청조속문헌통고 | 근대 · 유금조      | 400  |      |

통전(通典)은 당(唐)의 두우(杜佑)가 저술한 책이다. 중국(中國) 역사상 최초로  형식이 완전히 갖추어진 정치서적으로 언급된다. 이러한 당의 통전 이후, 남송(南宋)의 『통지(通志)』, 원(元)의 마단림(馬端臨)이 쓴 『문헌통고(文獻通考)』, 청나라의 『속통전(續通典)』, 『속통지(續通志)』, 『속문헌통고(續文獻通考)』, 『황조통전(皇朝通典)』, 『황조통지(皇朝通志)』, 『황조문헌통고(皇朝文獻通考)』, 『흠정속문헌통고(欽定續文獻通考)』를 십통(十通)으로 했을 때 이중 하나이기도 하다. 통전은 전권이 200권이다.

## 내용
통전은 제순유우씨(帝舜有虞氏)의 시대에서부터 당(唐)의 현종 시기까지의 법령제도와 제도의 연혁 그리고 정치의 대요(大要)를 연대순으로 하여 기록한 책이다. 그중에서 단연 당대에 관한 상세한 서술이 보여지고있다.  분류로는 9전 200권이다.
- 식화전(食貨典) 12권
- 선거전(選舉典) 6권
- 직관전(職官典) 22권
- 예전(禮典) 100권
- 악전(樂典) 7권
- 병전(兵典) 15권
- 형법전(刑法典) 8권
- 주군전(州郡典) 14권
- 변방전(邊防典) 16권

## 같이 보기
- 사기